# 庫奧卡湖
庫奧卡湖（俄语：Куоккаярви）是俄羅斯的湖泊，由卡累利阿共和國負責管轄，屬於拉多加湖流域，該湖長3.0公里、寬1.8公里，面積5.0平方公里，海拔高度21.2米。